# Протока Севергіна
49°00′00″ пн. ш. 154°20′00″ сх. д. / 49° пн. ш. 154.33333333° сх. д.
Протока Севергіна (рос. Пролив Севергина) — протока Курильських островів, що розділяє острів Харимкотан від острова Шиашкотану Великої Курильської гряди. Знаходиться в акваторії Сєверо-Курильського міського округу Сахалінської області Російської Федерації. Відкрита у 1805 році Іваном Крузенштерном. Названа на честь академіка Василя Севергіна.
Глибини у межах від 30 до 90 м. У середній частині, за 10 км на північний схід від Шиашкотану — банка з найменьшою глибиною 21 м. Дуже сильні припливні течії майже завжди супроводжуються сулоями.